# Приветное (Луганская область)
Приветное (укр. Привітне) — село, относится к Славяносербскому району Луганской области Украины. Под контролем самопровозглашённой Луганской Народной Республики.

## География
Соседние населённые пункты: село Стукалова Балка, посёлок Металлист и город Луганск на юге, сёла Шишково на юго-западе, Раёвка, Светлое, Лиман на западе, Весёлая Гора на северо-западе, Обозное на севере, Христово на северо-северо-востоке, Паньковка на северо-востоке.

## Население
Население по переписи 2001 года составляло 381 человек.

## Общие сведения
Почтовый индекс — 93730. Телефонный код — 6473. Занимает площадь 0,959 км². Код КОАТУУ — 4424581107.

## Местный совет
93730, Луганская обл., Славяносербский р-н, Весёлая Гора, ул. Калинина, д. 5